# Malapatan
Malapatan, Puerta de la bahía de Sarangani, es un municipio filipino de primera categoría, situado al sur de la isla de Mindanao. Forma parte de  la provincia de Sarangani situada en la Región Administrativa de Soccsksargen también denominada Región XII. Para las elecciones está encuadrado en el único Distrito Electoral de esta provincia.

## Geografía
Municipio habitado por  cristianos,  musulmanes e indígenas de la etnia blaan, quienes conviven pacíficamente. Destaca su producción artesanía de colchonetas, los famosos Blaan "Dreamweavers".
Malapatan tiene plantaciones de coco, campos de arroz y maíz, y muchas personas se dedican a la  pesca y a la acuicultura.
En la costa  abundan los  bosques de manglares que gozan de  protección medioambiental con su declaración como  marine sanctuaries.

### Barrios
El municipio  de Malapatan se divide, a los efectos administrativos, en 12 barangayes o barrios, conforme a la siguiente relación:
| - Daan Suyan - Kihan - Kinam | - Libi - Lun Masla - Lun Padidu | - Patag - Población - Sapu Masla | - Sapu Padidu - Tuyán - Suyán Alto |  |

## Historia
Malapatan en el idioma indígena de los Blaans significa lugar donde abunda la pimienta, principalmente en el siglo XV. Palabra compuesta de dos fonemas: "mala" (pimienta) y "Fatan" (lugar). 

### Influencia española

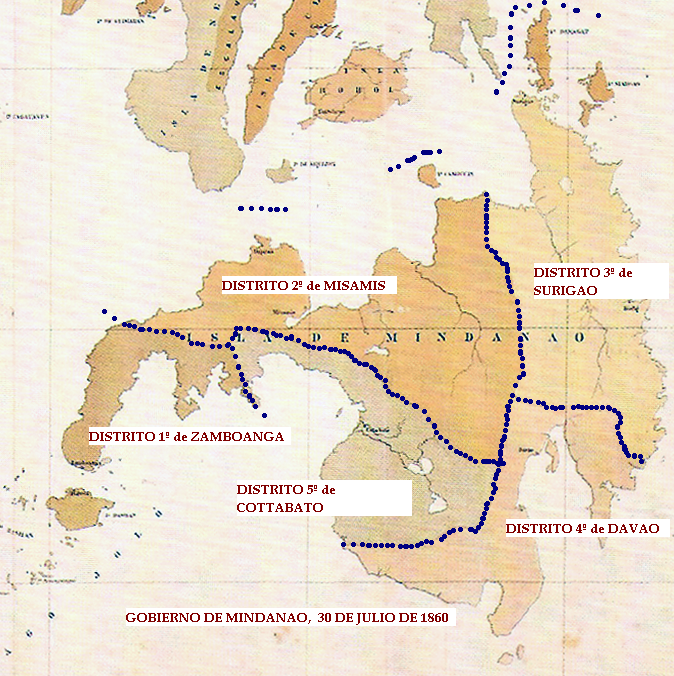
Gobierno de Mindanao: Los 5 Distritos creados por Real Decreto de 30 de julio de 1860.

El Distrito 4º de Dávao, llamado antes Nueva Guipúzcoa, cuya capital era el pueblo de Dávao e incluía la  Comandancia de Mati,   formaba  parte de la Capitanía General de Filipinas (1520-1898).

### Independencia
En 1966 fue creada la provincia de Cotabato del Sur.
El 21 de junio de 1969 los barrios de Sapu-Padidu, Sapu-Masla, Malapatan, Tuyán, Lun-masla, y Lun-Padidu y todos los Sitios de los mismos, hasta ahora pertenecientes al municipio de Glan, pasan a formar parte del nuevo municipio de Malapatan cuyo ayuntamiento queda estabelcido en el barrio del mismo nombre.
Hasta 1992 esta provincia formaba el Tercer Distrito de Cotabato del Sur.
La provincia fue creada por Ley de la República N º 7228 de 16 de marzo de 1992, a iniciativa del congresista, James L. Chiongbian. Su esposa, Priscilla L. Chiongbian fue el primer gobernador de Sarangani, por lo que se les conoce como el Padre y la Madre de esta provincia.

## Lugares de interés
Los visitantes pueden degustar la deliciosa "tinagtag" (crocante de arroz), así como adquirir colridos  pareos  "Malongs" y el único "Banig", hecho a mano por los "Dreamweavers" del barrio de  Lasang Alto.
Los barrios del interior ofrecen paisaje de ríos y desfiladeros  ideal para  practicar senderismo y bicicleta de montaña.
En los barrios de  Sapu Masla y Sapu Padidu se han encontrado tumbas de moros, así como lugares de enterramiento datados en el siglo XV con restos óseos de los primeros exploradores europeos.
En el barrio de Duyan se encuentra a cargo de la Asociación de Mujeres Balanis el Handloom Weaving and Garments Making, telar manual trabajado por mujeres moras, tradicionalmente conocidos como Malong. Cuenta en la actualidad  con al menos dieciocho tejedoras que  aceptan el  encargo prendas de vestir artesanales como son bolsas, fundas, y chal.
Cada 21 de junio se celebra el Festival Pakaradyan coindiendo con el aniversario de la fundación del municipio. Pakaradyan es un término que significa en el idioma Maguindanaón "celebración"  o "acción de gracias". Durante una semana se celebra en armonía entre los musulmanes, lumads y  cristianos.